# 香川県立丸亀城西高等学校
香川県立丸亀城西高等学校 （かがわけんりつ まるかめじょうせいこうとうがっこう）は、香川県丸亀市津森町に所在する公立の高等学校。通称は「城西」。丸亀城に程近い南南西に位置する。前身は、香川県立丸亀商業高等学校。2005年度より普通科のみの募集となり、総合選択制（人文社会、人間科学、国際教養、商業、理数科学）の普通科高校として再編された。現在はコース選択制(普通科(文理クラス、理数クラス、文系クラス)、商業クラス)　校歌は山田耕筰が作曲している。

## 沿革
- 1918年 - 香川県丸亀市立丸亀商業学校として認可。
- 1931年 - 香川県丸亀商業学校と改称。
- 1944年 - 県立に移管し、香川県立丸亀商業学校と改称。香川県立丸亀電気通信工業学校が併設される。
- 1946年 - 香川県立丸亀商工学校と改称。
- 1948年 - 学制改革により、香川県立丸亀商工高等学校となる。
- 1949年 - 工業系学科を多度津高に移管し、香川県立丸亀第二高等学校と改称。
- 1953年 - 香川県立丸亀商業高等学校と改称。
- 1993年 - 普通科の設置に伴い香川県立丸亀城西高等学校と改称。
- 2005年 - 商業科の募集を停止し、総合選択制を導入。

## 設置課程
- 全日制
  - 普通科(コース選択制)

文理クラス(特進) 　理数クラス　文系クラス　
商業クラス

## 部活動
- 野球部

選抜高等学校野球大会 出場9回
全国高校野球選手権大会出場5回
- バスケットボール部

全国高等学校バスケットボール選抜優勝大会　女子出場2回
- 吹奏楽部

全日本マーチングコンテスト-R5年四国大会出場
全国高等学校総合文化祭-R6年岐阜総文マーチング・バトントワリング部門-R7年かがわ総文マーチング・バトントワリング部門出場
- 弓道部

インターハイR5年男子団体ベスト32・個人5位　
紫灘旗全国遠的大会R5年男子団体2位、女子団体3位など　　
- 商業研究部

全国高等学校ビジネス計算競技大会R5年出場
- その他

1999年 - 全国高等学校クイズ選手権全国大会出場

## 交通・アクセス方法
- JR四国（予讃線）丸亀駅

## 学園祭
- 「城西祭」

## 出身者
- 西内文夫 - 陸上競技選手
- 佐野忠澄 - プロ野球選手
- 林次郎 - プロ野球選手
- 和田勇 - プロ野球選手
- 井原慎一朗 - プロ野球選手
- 宮脇敏 - プロ野球選手
- 後藤祝秀 - プロ野球選手
- 三野勝大 - プロ野球選手
- 山中達也 - プロ野球選手
- 関口将平 - プロ野球選手
- 水野達稀 - プロ野球選手
- 海老野貴勇 - プロ野球コンディショニングコーチ
- 笹真輔 - プロ野球審判員
- 橋野純 - 高校野球指導者、元野球部監督
- 川崎ひかる - 女子プロ野球選手
- 長尾正博 - プロセイラー（アメリカスカップヨットレース、ニッポン・チャレンジクルー）
- 岡加依子 - エフエム香川アナウンサー
- 大西結 - ラジオパーソナリティ
- 蘭妖子 - 女優